# San Roque de Montes
San Roque de Montes es una localidad del estado mexicano de Guanajuato. Es parte del municipio de San Francisco del Rincón.

## Toponimia
El nombre «San Roque» hace referencia al santo patrono de la localidad: Roque de Montpellier.

## Demografía
| Gráfica de evolución demográfica |
|                                  |

| Censo | Población |
| ----- | --------- |
| 1940  | 480       |
| 1950  | 681       |
| 1960  | 845       |
| 1970  | 1 303     |
| 1980  | 1 436     |
| 1990  | 1 707     |
| 2000  | 1 611     |
| 2010  | 1 841     |
| 2020  | 2 204     |